# 다이킨 파크

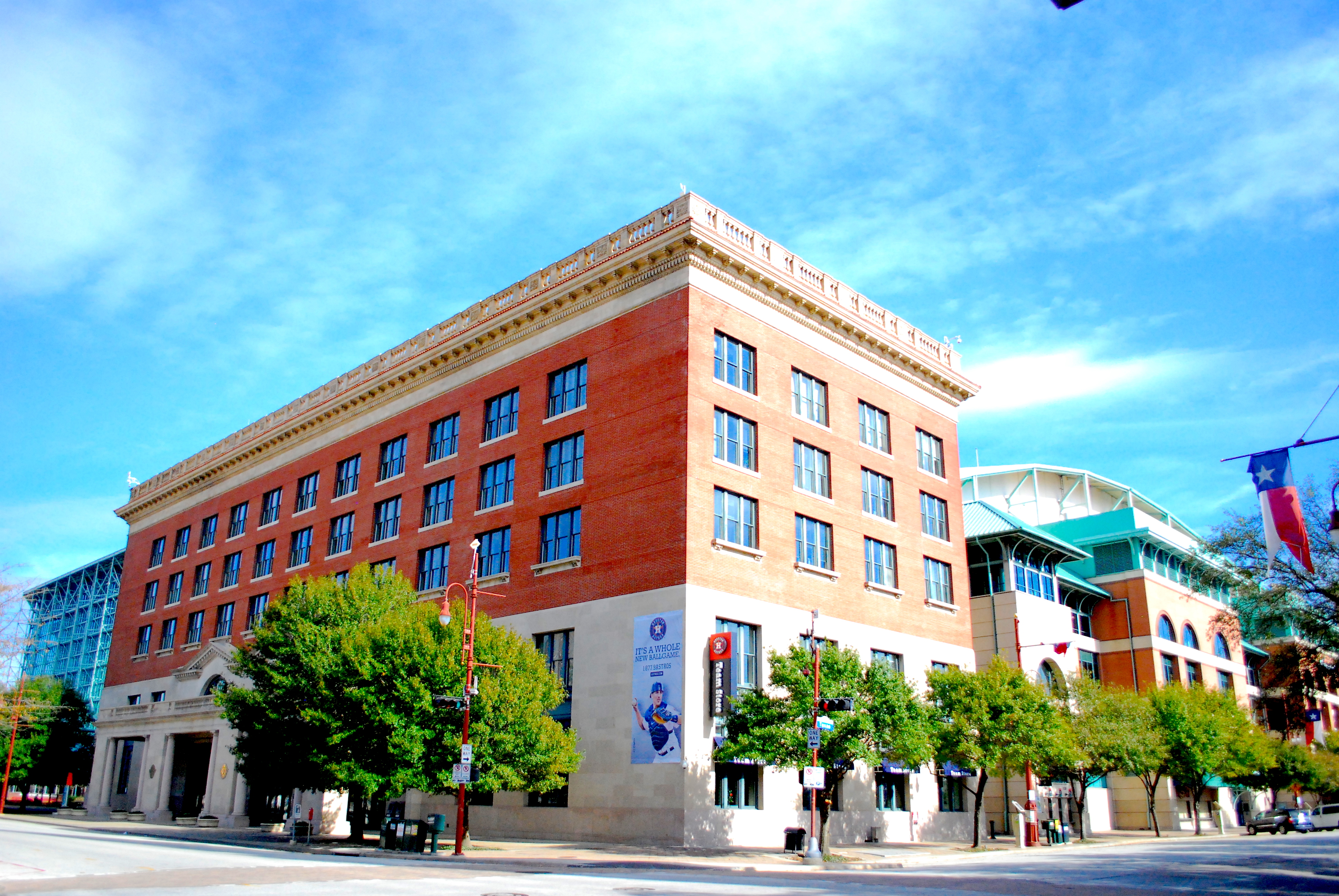
Exterior of Minute Maid Park at the intersection of Crawford Street and Texas Avenue

다이킨 파크(Daikin Park)는 미국 텍사스주 휴스턴에 있는 야구장이다. 미국 메이저 리그 아메리칸리그 서부지구에 소속된 프로야구팀 휴스턴 애스트로스의 홈구장으로 2000년 3월 30일 개장했다. 세계에서 3번째의 개폐형 지붕 구장으로 수용인원은 4만 2000명이다.
개장 당초에는 엔론사와 30년간 1억 달러의 명명권 계약에 따라 엔론 필드(Enron Field)로 불리고 있었지만 엔론의 파산으로 인하여 2002년 3월부터 4개월 동안은 잠정적으로 애스트로스 필드(Astros Field)로 개칭되었다. 그 후 코카콜라사가 28년간 1억 달러 이상의 액수로 명명권을 획득해, 코카콜라의 주스 브랜드인 "미닛메이드"를 현재의 구장 이름에 붙였다.

## 특징
크레이그 비지오, 제프 배그웰 등 우타자가 많았던 관계로 왼쪽 펜스를 짧게 설계하였다. 중견수 뒤쪽에는 탈스 힐(Tal's Hill)이라는 30도 경사의 언덕이 있어서 외야수들이 수비하기 까다로운 곳으로 알려져 있다. 원래는 중앙 펜스 담장까지의 거리가 130M 였는데 2016년 외야수 부상방지로 인해 2016년 구장 리모델링을 통해 탈스 힐(Tal's Hill)을 없엤다. 그래서 중앙 펜스까지의 거리도 124M로 조정되었다.
| 메이저 리그 베이스볼 올스타전 개최 경기장 |                         |               |
| 2003년                                    | 2004년 미닛 메이드 파크 | 2005년        |
| U.S. 셀룰러 필드                          | 2004년 미닛 메이드 파크 | 코메리카 파크 |
|                                           |                         |               |
|                                           |                         |               |